# Wolfgang Kolneder
Wolfgang Kolneder (* 9. Mai 1943 in Graz; † 14. November 2010 in Berlin) war ein österreichischer Theaterregisseur.

## Leben
Wolfgang Kolneder kam als Sohn des Musikwissenschaftlers Walter Kolneder in Graz zur Welt. Schon früh lernte er Klavierspielen, später besuchte er die Europäische Schule in Luxemburg. Nachdem er das Zimmertheater Tübingen geleitet hatte, wurde Kolneder 1974 der erste Dramaturg des Berliner Grips-Theaters, dessen künstlerisches Profil er fünfzehn Jahre lang als Regisseur und Dramaturg gemeinsam mit Volker Ludwig entscheidend prägte.
Kolneders Inszenierung des Jugendstücks Das hältste ja im Kopf nicht aus wurde 1976 zum Berliner Theatertreffen eingeladen. Er hatte auch maßgeblichen Anteil an der Entstehung des 1986 uraufgeführten Erfolgs-Musicals Linie 1, das, ebenso wie Eine linke Geschichte (1980), bis heute in Kolneders Originalfassung am Grips-Theater gespielt wird. Als Regisseur feierte er auch mit Stärker als Superman, Die schönste Zeit im Leben, Alles Plastik und Leonie Ossowskis Voll auf der Rolle Erfolge, unter seiner Leitung entstanden zahlreiche Nachinszenierungen des Grips-Theaters in aller Welt.

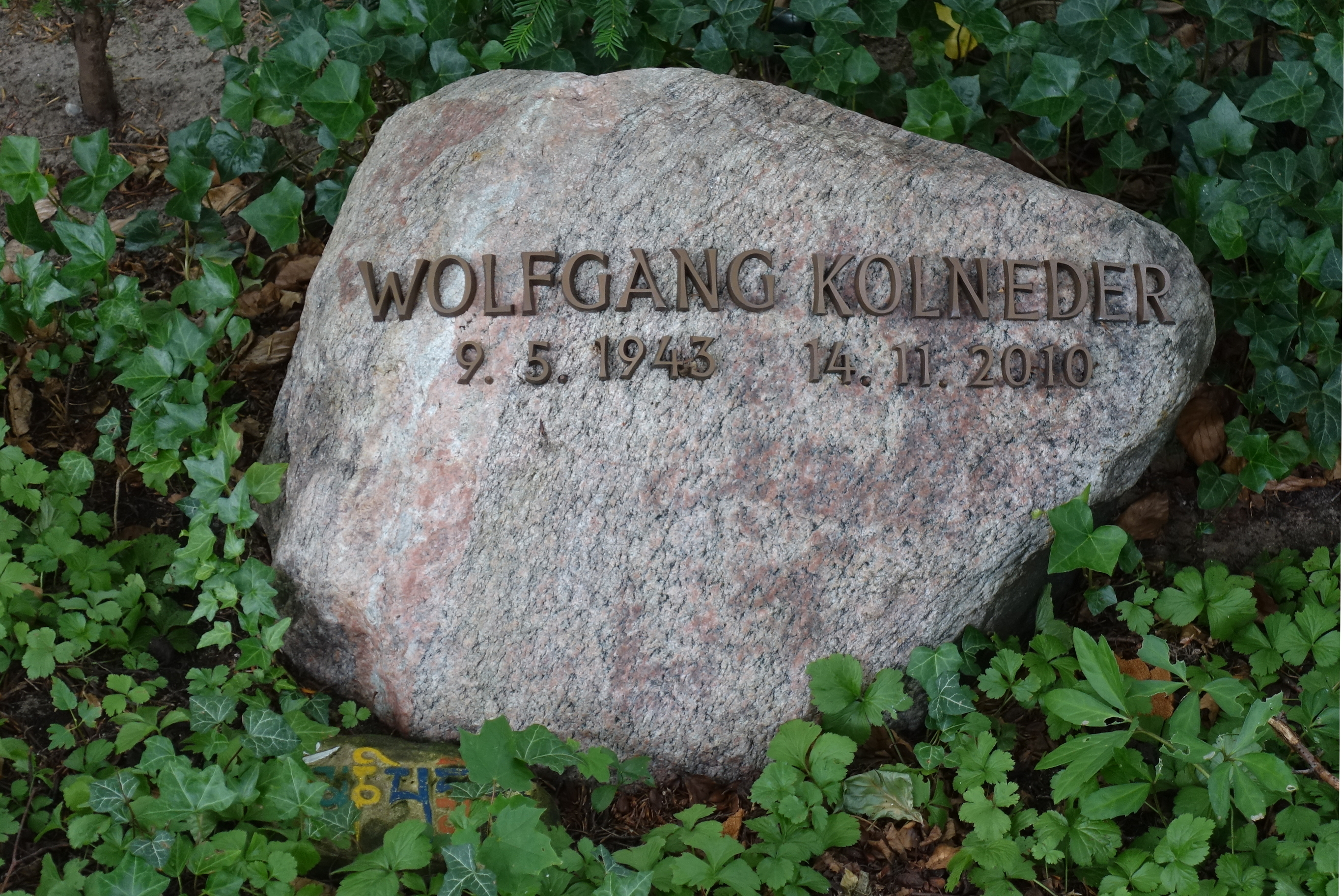
Grab von Wolfgang Kolneder auf dem Friedhof Heerstraße in Berlin-Westend

Außerdem inszenierte er am Staatstheater Braunschweig und an der Seoul Metropolitan Opera, sowie am Düsseldorfer Kom(m)ödchen. Kolneder, der ursprünglich selbst vom Kabarett kam, zeichnete als Regisseur auch für die Bühnenprogramme des Chanson-Trios Malediva verantwortlich. Insgesamt war er über vier Jahrzehnte als Regisseur und Intendant an Theatern, Tanztheatern und Opernhäusern im In- und Ausland tätig. Der Wahl-Berliner lehrte zudem am Mozarteum in Salzburg, an der Hochschule der Künste in Berlin, der National Theatre School in Montreal und der National School of Drama in Neu-Delhi. 1994 entstand mit und über Inge Deutschkron der Dokumentarfilm Daffke…! Die vier Leben der Inge D. Seine letzte Regiearbeit führte Kolneder nach Japan.
Wolfgang Kolneder starb überraschend am 14. November 2010 im Alter von 67 Jahren an Herzversagen. Sein Grab befindet sich auf dem landeseigenen Friedhof Heerstraße in Berlin-Westend (Grablage: 16-K-22/23).

## Veröffentlichungen
- Wolfgang Kolneder (Hrsg.): Das Grips-Theater. Geschichte und Geschichten. Erfahrungen und Gespräche aus einem Kinder- und Jugendtheater. Wagenbach, Berlin 1979, ISBN 3-8031-2021-7
- Wolfgang Kolneder und Stefan Fischer-Fels: Das Grips-Theater-Buch. Geschichten. Edition Hentrich, Berlin 1994, ISBN 3-89468-106-3
- Wolfgang Kolneder (Hrsg.): Daffke…! Die vier Leben der Inge Deutschkron. 70 Jahre erlebte Politik. Edition Hentrich, Berlin 1994, ISBN 3-89468-144-6